# Spadiciflorae
Spadiciflorae is een botanische naam, een beschrijvende plantennaam, naar de spadix (= bloeiaar). Het Wettstein-systeem gebruikte deze naam voor een orde met de volgende samenstelling:
- orde Spadiciflorae
  - familie Araceae
  - familie Cyclanthaceae
  - familie Lemnaceae
  - familie Palmae

Vandaag de dag wordt de familie Lemnaceae vaak ingevoegd bij de Araceae. De overige families worden juist niet beschouwd als verwant.